# Antetriceras
Antetriceras is een geslacht van hooiwagens uit de familie Gonyleptidae.
De wetenschappelijke naam Antetriceras is voor het eerst geldig gepubliceerd door Roewer in 1949. 

## Soorten
Antetriceras is monotypisch en omvat slechts de volgende soort:
- Antetriceras signatus